# کسلی آرائوژو
کسلی آرائوژو (انگلیسی: Kelsey Araujo؛ زادهٔ ۳ آوریل ۱۹۹۸) بازیکن فوتبال اهل پرتغال است.
وی همچنین در تیم ملی فوتبال زنان پرتغال بازی کرده است.

## اوایل زندگی
کسلی آرائوژو در کشور کانادا و از والدینی پرتغالی‌تبار به دنیا آمد و دوران کودکی خود را نیز در همان‌جا سپری کرد. او از سن چهار سالگی به فوتبال علاقه‌مند شد و بازی در این رشته را آغاز کرد. سپس به آکادمی جوانان ANB Futbol در کانادا پیوست، جایی که مهارت‌های پایه‌ای و فنی او به‌طور جدی‌تری پرورش یافت.
در دوران دبیرستان و زمانی که در مدرسهٔ Holy Trinity Catholic تحصیل می‌کرد، به تمرین با آکادمی جوانان باشگاه فرانسوی المپیک لیون پرداخت؛ تجربه‌ای که نقش مهمی در افزایش سطح بازی و شناخت او از فوتبال حرفه‌ای داشت. در همین دوران نیز مورد توجه یک باشگاه بریتانیایی قرار گرفت.

## دوران کالج
آرائوژو برای ادامهٔ تحصیل و فوتبال دانشگاهی، به تیم نیاگارا پرپل ایگلز پیوست و در رقابت‌های NCAA عملکرد بسیار خوبی از خود نشان داد. در طول دوران حضورش در این تیم، موفق شد ۱۷ گل به ثمر برساند و ۱۱ پاس گل بدهد. این آمار نشان‌دهندهٔ توانایی بالای او در حمله و بازی‌سازی برای تیم بود.

## دوران باشگاهی
آرائوژو فوتبال باشگاهی را به‌طور حرفه‌ای در تابستان ۲۰۲۱ با تیم اف‌سی بوفالو در لیگ کوتاه‌مدت UWS آغاز کرد. در نخستین فصل حضور این تیم، او بهترین گلزن شد و با بازی‌های درخشان خود به صعود بوفالو تا فینال کنفرانس UWS کمک کرد. تیم آن‌ها در فینال کنفرانس شکست خورد، اما تنها دو بازی تا رسیدن به فینال قهرمانی ملی فاصله داشت.
در پاییز فصل ۲۲–۲۰۲۱، آرائوژو با تیم لو آور در دسته دوم فوتبال زنان فرانسه قرارداد امضا کرد. او در نخستین فصل حضورش نقش کلیدی در صعود این تیم به دسته برتر فوتبال زنان فرانسه ایفا کرد و به‌سرعت به یکی از مهره‌های اصلی خط حمله بدل شد. در فصل ۲۳–۲۰۲۲، او در ۲۲ بازی ۸ گل به ثمر رساند. در فصل ۲۴–۲۰۲۳، که اولین فصل لو آور در لیگ برتر بود، در ۲۰ بازی ۳ گل زد. این عملکرد موجب شد جایگاه خود را در تیم تثبیت کند و مورد توجه باشگاه‌های دیگری قرار گیرد.

## دوران ملی
در سال ۲۰۲۲، کسلی آرائوژو برای نخستین‌بار پیراهن تیم ملی فوتبال زنان پرتغال را بر تن کرد. او در رقابت‌های انتخابی جام جهانی زنان ۲۰۲۳ شرکت داشت و با نمایش‌هایی مؤثر، جایگاه خود را در ترکیب تیم ملی پرتغال تثبیت کرد.

## شیوه بازی
آرائوژو بیشتر در نقش مهاجم نوک به میدان می‌رود اما به‌خوبی می‌تواند به‌عنوان پلی‌میکر نیز ایفای نقش کند. او به خاطر چندپستگی، توانایی در خلق موقعیت، حرکت در بین خطوط دفاعی حریف و زدن ضربات نهایی دقیق شناخته می‌شود. حضور او در خط حمله به تیم اجازه می‌دهد تنوع تاکتیکی بیشتری در حملات داشته باشد.

## زندگی شخصی
خانوادهٔ کسلی آرائوژو عمدتاً در آمریکای شمالی زندگی می‌کنند و او ارتباط نزدیکی با آن‌ها دارد. در ۱۰ اوت ۲۰۲۴، او با دوست‌پسر خود، باوتیستا پدزرت، نامزد کرد. این خبر در صفحهٔ اینستاگرام هر دو آن‌ها منتشر شد و بازتاب گسترده‌ای در میان طرفدارانش داشت.